# Marsdenia lactifera
Marsdenia lactifera är en oleanderväxtart som först beskrevs av Carl von Linné, och fick sitt nu gällande namn av Ian Mark Turner. Marsdenia lactifera ingår i släktet Marsdenia och familjen oleanderväxter. Utöver nominatformen finns också underarten M. l. thwaitesii.